# SPZR Poprad
SPZR Poprad (Samobieżny Przeciwlotniczy Zestaw Rakietowy Poprad) je polský raketový komplet protivzdušné obrany velmi krátkého dosahu vyráběný firmou PIT-RADWAR S.A.

## Vývoj

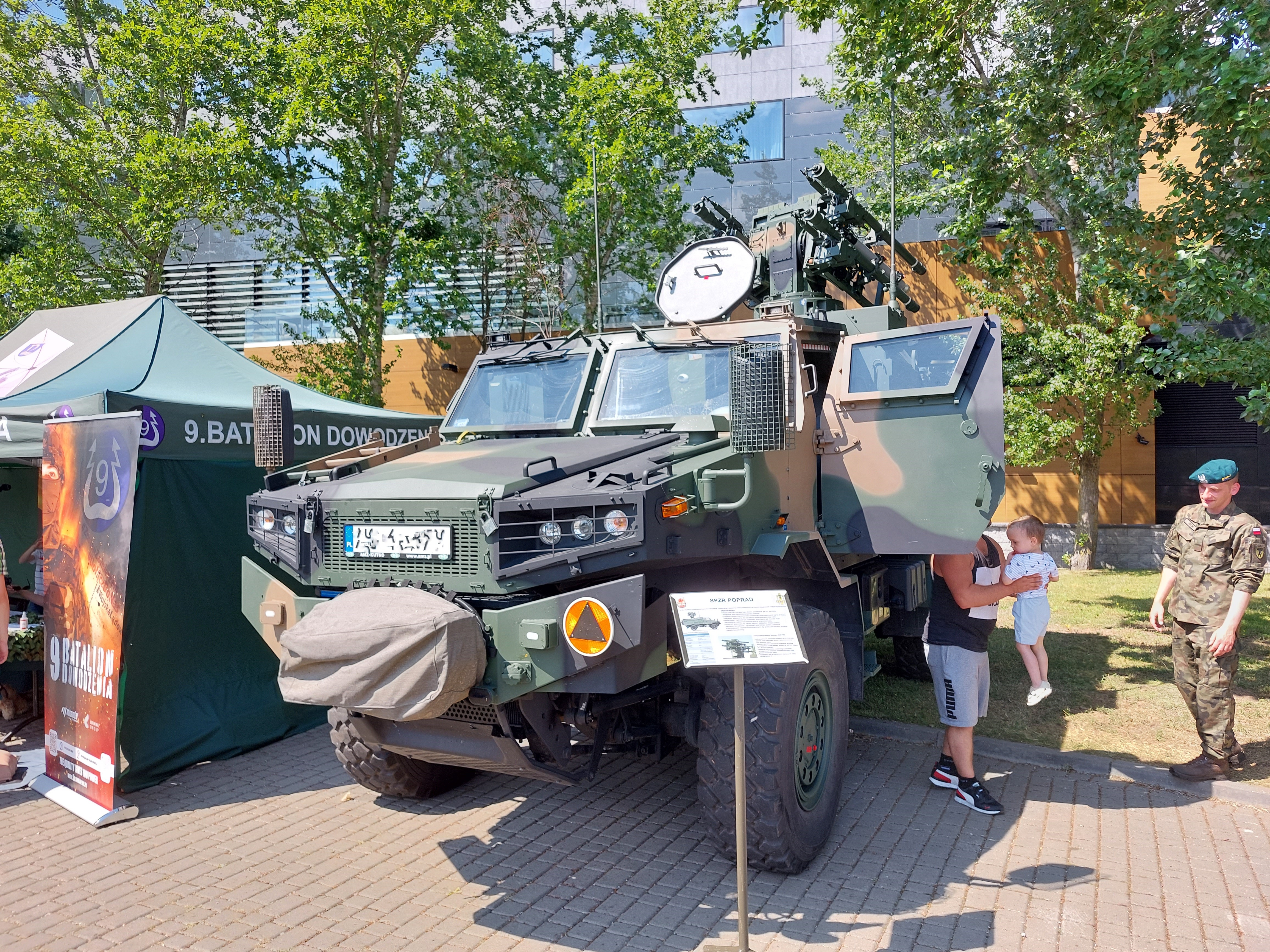
Systém Poprad

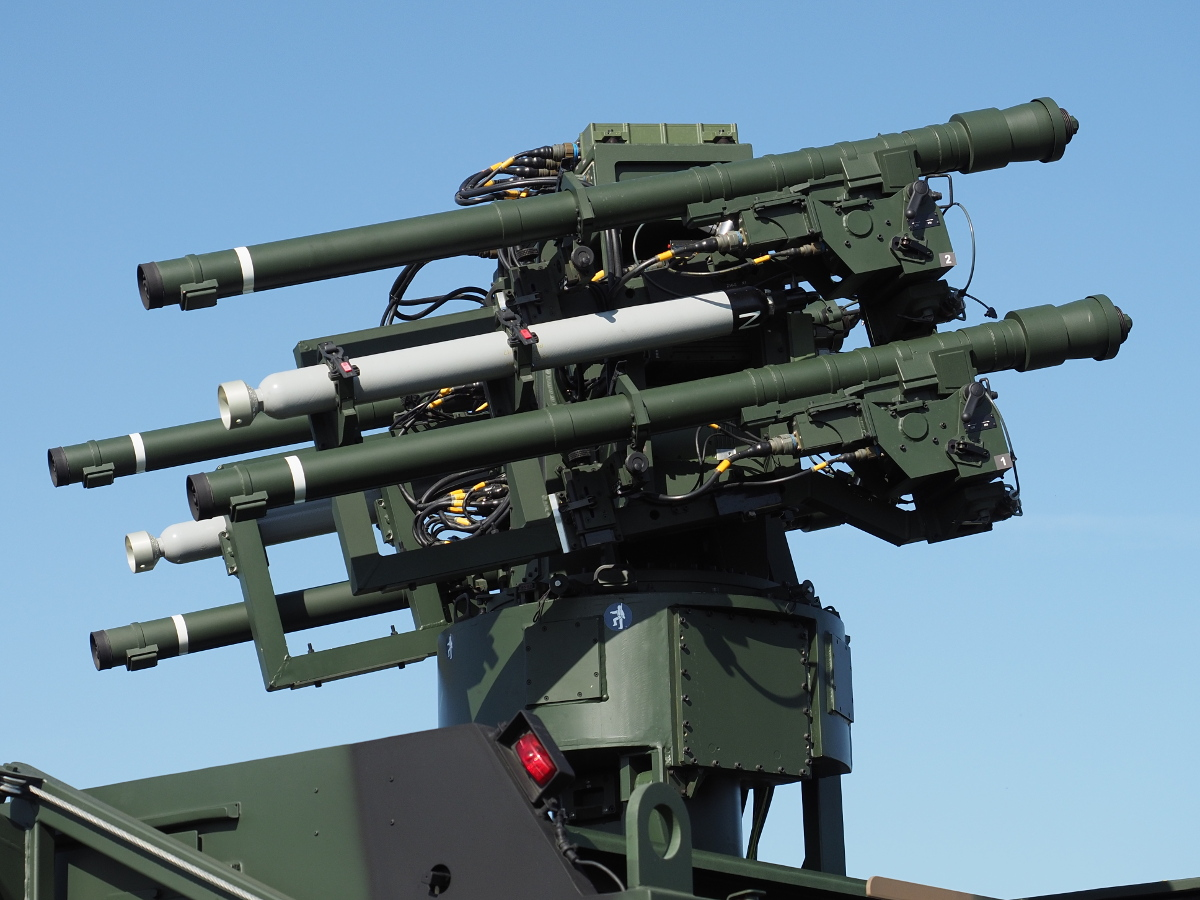
Čtyři protiletadlové řízené střely Grom ve výzbroji systému Poprad

Komplet vznikl v rámci programu polské armády Narev, jehož cílem je nahradit dosluhující sovětské systémy s dosahem do 25 km (tedy typy Osa a Kub). Zkoušky prototypů proběhly v září a listopadu 2014. Dohoda o dodání 77 systémů byla podepsána v prosinci 2015, přičemž všechny měly být dodány do roku 2021.

## Design

### Pancéřování
Poprad využívá podvozek kolového obrněného vozidla AMZ Zubr ve verzi Zubr P. Vozidlo má dvojčlennou posádku – velitele a řidiče/operátora zbraní. Přední část kabiny disponuje dvojdílným neprůstřelným sklem. Vozidlo poskytuje posádce ochranu podle standardu NATO STANAG 4569 Level 4, obrněnec je tedy odolný vůči palbě ze zbraní do ráže 12,7 mm. Díky trupu ve tvaru písmene „V“ by též měl odolat explozi miny o síle 8 kg TNT. Celý komplet je přepravitelný transportním letounem C-130 Hercules, provozovanými polským letectvem.

### Výzbroj
Na korbě se nachází čtyři přenosné protiletadlové rakety s infračerveným naváděním Grom nebo Piorun s dosahem 5,5 km a 6,5 km. Věž je vybavena integrovaným systémem sledování a zaměření vzdušných cílů, obsahující denní/noční kameru, digitální systém pro automatické sledování a zaměřování cílů (s dosahem až 10 km), laserový dálkoměr, systém řízení palby a identifikace vlastní–cizí. Řízené střely Grom a Piorun patří do kategorie zbraní typu „vystřel a zapomeň“, takže operátor může po odpalu okamžitě začít vyhledávat další cíl.

## Uživatelé
- Indonésie - 4 komplety
- Polsko - 79 systémů (77 sériových kusů + 2 prototypy)